# توماس مايو بريور
توماس مايو بروير (بالانجليزية: Thomas Mayo Brewer) (وُلد في 21 نوفمبر 1814 - وتُوفي في 24 يناير 1880) هو عالم طبيعة أمريكي، ومتخصص في علم الطيور وعلم بيض الطيور.

## السيرة الذاتية
وُلد توماس مايو بريور في بوسطن، وهو الشقيق الأصغر لغاردنر بروير أشهر تجار بوسطن المعروفون في ذلك الوقت. تخرج بريور من كلية هارفارد في عام 1835، ثم من كلية الطب بجامعة هارفارد بعد ثلاث سنوات. انتُخب عضوًا في جمعية بوسطن للتاريخ الطبيعي في عام 1835نظرًا لاهتمامه بعلم الطيور.
تخلى عن حياته المهنية كطبيب بعد بضع سنوات للتركيز على علم الطيور والكتابة والسياسة، وأصبح في وقت لاحق محرر أطلس بوسطن في عام 1840. كان بريور صديقًا لجون جيمس أودوبون عالم الطيور في وقت لاحق. وضع بروير في عام 1849، مسؤولًا لقسم علم بيض الطيور بكلية بوسطن للتاريخ الطبيعي.
واصل بروير العمل كناشر أثناء العمل كعلم الطيور. انضم إلى شركة هيكلينغ للنشر، أصبح بريور شريكًا في مجلة هيكلنغ في عام 1857؛ أصبحت هذه الشركة في وقت لاحق تابعة لدار سوان، وبريور وتيلستون للنشر.
نشر بريور في عام 1857 أول مجلد له في أمريكا الشمالية. ومع ذلك، ذاع صيت بروير ككاتب مشترك، مع سبنسر فولرتون بيرد وروبرت ريدجواي، في كتابة مجلدات تاريخ الطيور أمريكا الشمالية (3 مجلدات، 1874)، اعتبرت تلك المحاولة المحاولة الأولى خلال ثلاثين عاما السابقة منذ محاولة جون جيمس أودوبون لاستكمال دراسة علم الطيور الأمريكية.
ساهم بروير أيضًا في عدد من منشورات السيرة الذاتية، بما في ذلك سيرة جون جيمس أودوبون الذاتية. كان بروير رفيقًا لأودوبون، الذي أعطى بروير لقب طائر الشحرور.
تشاحن بريور في العقد الأخير من حياته مع إليوت كويس على مصير طائر الدوري الشائع، الذي يتكاثر مؤخرًا أمثر مما كان متوقعًا. حاول بروير للدفاع عن تلك الفصيلة من الطيور، في حين نادت كويس ومعظم علماء الطيور بأهمية قتل العديد منها. يعرف هذا الحدث الطائفي باسم «حرب العصافير».
توفي بروير في بوسطن في 24 يناير 1880 في حين كان مصير العصفور لا يزال قيد المناقشة.

## الحياة الشخصية
تزوج بروير سالي تابوت في عام 1849، وأنجبا طفلان.
كانت عائلة بروير إحدى العائلات البارزة في ماساتشوستس لمدة 200 سنة، بما في ذلك جيمس بريور (1742-1806)، وهو زعيم وطني ورجل أعمال أمريكي في وقت مبكر، والجنرال ويلمون بلاكمار، الذي حصل على وسام الحرب الأهلية، وويلمون بريور، وهو شاعر وكاتب سير ذاتية.